# Stopplaats Horst-Tonsel
Horst-Tonsel (geografische afkorting Htl) is een voormalige stopplaats aan de Centraalspoorweg tussen Utrecht en Zwolle. De stopplaats was geopend van 20 augustus 1863 tot 1 juni 1924 en lag tussen de huidige stations Ermelo en Harderwijk.